# Taça Brasil 1968
La Taça Brasil 1968 (in italiano Coppa Brasile 1968) è stata la 10ª e ultima edizione del torneo. Vi parteciparono le squadre vincitrici di 20 campionati statali disputati l'anno precedente, più il Palmeiras campione in carica. Con il ritiro di Palmeiras e Santos prima dell'inizio della competizione, furono inclusi l'Operário e l'Olímpico in qualità di sostituti. In seguito ai disguidi organizzativi relativi allo svolgimento della partita di ritorno dei quarti di finale tra Botafogo e Metropol, il torneo si protrasse oltre i limiti di tempo stabiliti dalla CONMEBOL per l'iscrizione alla Coppa Libertadores 1969; pertanto, la qualificazione al torneo fu assegnata ai primi due classificati nel Torneo Roberto Gomes Pedrosa 1968.

## Formula
Primo turno: 4 gruppi, di cui due da 4 squadre e due da 3, divisi geograficamente. Le squadre si affrontano disputando un girone all'italiana.
Secondo turno: le 2 vincitrici dei gruppi della Zona Nord si affrontano per determinare la vincitrice di zona.
Fase finale: I quarti di finale fungono da turno preliminare; la vincitrice si qualifica alle semifinali con le vincitrici di zona e il campione in carica.

## Partecipanti
| Squadra         | Città                 | Stato               |
| --------------- | --------------------- | ------------------- |
| Água Verde      | Curitiba              | Paraná              |
| América-RN      | Natal                 | Rio Grande do Norte |
| Atl. Goianiense | Goiânia               | Goiás               |
| Bahia           | Salvador              | Bahia               |
| Botafogo        | Rio de Janeiro        | Guanabara           |
| Campinense      | Campina Grande        | Paraíba             |
| Cruzeiro        | Belo Horizonte        | Minas Gerais        |
| CSA             | Maceió                | Alagoas             |
| Desportiva      | Cariacica             | Espírito Santo      |
| Fortaleza       | Fortaleza             | Ceará               |
| Goytacaz        | Campos dos Goytacazes | Rio de Janeiro      |
| Grêmio          | Porto Alegre          | Rio Grande do Sul   |
| Metropol        | Criciúma              | Santa Catarina      |
| Moto Club       | São Luís              | Maranhão            |
| Náutico         | Recife                | Pernambuco          |
| Olímpico-AM     | Manaus                | Amazonas            |
| CEOV            | Várzea Grande         | Mato Grosso         |
| Palmeiras       | San Paolo             | San Paolo           |
| Paysandu        | Belém                 | Pará                |
| Piauí           | Teresina              | Piauí               |
| Rabello         | Brasilia              | Distretto Federale  |
| Santos          | Santos                | San Paolo           |
| Sergipe         | Aracaju               | Sergipe             |

## Primo turno

### Zona Nord

#### Primo turno

##### Gruppo 1

###### Risultati
| Casa/Trasferta | MTC | OLI | PAY |
| -------------- | --- | --- | --- |
| Moto Club      |     | 2-1 | 3-1 |
| Olímpico       | 1-0 |     | 1-1 |
| Paysandu       | 0-2 | 6-0 |     |

###### Classifica
| Pos. | Squadra     | Pt | G | V | N | P | GF | GS | DR |
| ---- | ----------- | -- | - | - | - | - | -- | -- | -- |
| 1    | Moto Club   | 6  | 4 | 3 | 0 | 1 | 7  | 3  | +4 |
| 2    | Paysandu    | 3  | 4 | 1 | 1 | 2 | 8  | 6  | +2 |
| 3    | Olímpico-AM | 3  | 4 | 1 | 1 | 2 | 3  | 9  | -6 |

##### Gruppo 2

###### Risultati
| Casa/Trasferta | AME | CAM | PIA |
| -------------- | --- | --- | --- |
| América-RN     |     | 0-0 | 0-1 |
| Campinense     | 1-2 |     | 0-1 |
| Piauí          | 2-0 | 0-0 |     |

###### Classifica
| Pos. | Squadra    | Pt | G | V | N | P | GF | GS | DR |
| ---- | ---------- | -- | - | - | - | - | -- | -- | -- |
| 1    | Piauí      | 8  | 4 | 4 | 0 | 0 | 5  | 0  | +5 |
| 2    | América-RN | 3  | 4 | 1 | 1 | 2 | 2  | 4  | -2 |
| 3    | Campinense | 1  | 4 | 0 | 1 | 3 | 1  | 4  | -3 |

##### Gruppo 3

###### Risultati
| Casa/Trasferta | BAH | CSA | SER |
| -------------- | --- | --- | --- |
| Bahia          |     | 2-0 | 3-0 |
| CSA            | 2-3 |     | 1-0 |
| Sergipe        | 1-1 | 2-0 |     |

###### Classifica
| Pos. | Squadra | Pt | G | V | N | P | GF | GS | DR |
| ---- | ------- | -- | - | - | - | - | -- | -- | -- |
| 1    | Bahia   | 7  | 4 | 3 | 1 | 0 | 9  | 3  | +6 |
| 2    | CSA     | 3  | 4 | 1 | 1 | 2 | 5  | 7  | -2 |
| 3    | Sergipe | 2  | 4 | 0 | 2 | 2 | 3  | 7  | -4 |

#### Quarto di finale

##### Andata
| São Luís 1º settembre 1968 | Moto Club | 2 – 1 | Piauí |  |

##### Ritorno
| Teresina 8 settembre 1968 | Piauí | 1 – 1 | Moto Club |  |

#### Semifinale

##### Andata
| Salvador 19 gennaio 1969 | Bahia | 5 – 0 | Moto Club |  |

##### Ritorno
| São Luís 21 gennaio 1969 | Moto Club | 0 – 1 | Bahia |  |

#### Finale

##### Andata
| Salvador 2 febbraio 1969 | Bahia | 1 – 0 | Fortaleza |  |

##### Ritorno
| Fortaleza 9 febbraio 1969 | Fortaleza | 1 – 0 | Bahia |  |

##### Spareggio
| Fortaleza 11 febbraio 1969 | Fortaleza | 2 – 1 | Bahia |  |

### Gruppo Sud

#### Primo turno

##### Risultati
| Casa/Trasferta | ÁGU | GRE | MET |
| -------------- | --- | --- | --- |
| Água Verde     |     | 0-0 | 1-1 |
| Grêmio         | 2-0 |     | 0-0 |
| Metropol       | 4-0 | 0-0 |     |

##### Classifica
| Pos. | Squadra    | Pt | G | V | N | P | GF | GS | DR |
| ---- | ---------- | -- | - | - | - | - | -- | -- | -- |
| 1    | Metropol   | 5  | 4 | 1 | 3 | 0 | 5  | 1  | +4 |
| 2    | Grêmio     | 5  | 4 | 1 | 3 | 0 | 2  | 0  | +2 |
| 3    | Água Verde | 2  | 4 | 0 | 2 | 2 | 1  | 7  | -6 |

### Gruppo Centro

#### Primo turno

##### Gruppo 1

###### Risultati
| Casa/Trasferta      | ATL | OPE | RAB |
| ------------------- | --- | --- | --- |
| Atlético Goianiense |     | 5-0 | 2-2 |
| Operário            | 1-0 |     | 3-2 |
| Rabello             | 0-1 | 2-1 |     |

###### Classifica
| Pos. | Squadra         | Pt | G | V | N | P | GF | GS | DR |
| ---- | --------------- | -- | - | - | - | - | -- | -- | -- |
| 1    | Atl. Goianiense | 8  | 6 | 3 | 2 | 1 | 10 | 8  | +5 |
| 2    | CEOV            | 7  | 6 | 3 | 1 | 2 | 8  | 3  | +5 |
| 3    | Rabello         | 6  | 6 | 1 | 4 | 1 | 4  | 4  | 0  |

##### Gruppo 2

###### Andata
| Cariacica 18 agosto 1968 | Desportiva | 0 – 0 | Goytacaz |  |

###### Ritorno
| Campos dos Goytacazes 25 agosto 1968 | Goytacaz | 2 – 1 | Desportiva |  |

#### Semifinale

##### Andata
| Campos dos Goytacazes 10 novembre 1968 | Goytacaz | 2 – 0 | Atlético Goianiense |  |

##### Ritorno
| Goiânia 17 novembre 1968 | Atlético Goianiense | 2 – 1 | Goytacaz |  |

##### Spareggio
| Goiânia 19 novembre 1968 | Atlético Goianiense | 2 – 0 | Goytacaz |  |

#### Finale

##### Andata
| Goiânia 2 febbraio 1969 | Atlético Goianiense | 1 – 2 | Cruzeiro |  |

##### Ritorno
| Belo Horizonte 9 febbraio 1969 | Cruzeiro | 6 – 1 | Atlético Goianiense |  |

## Fase finale

### Quarti di finale

#### Andata
| Rio de Janeiro 5 dicembre 1968 | Botafogo | 6 – 1 | Metropol |  |

#### Ritorno
| Criciúma 8 dicembre 1968 | Metropol | 1 – 0 | Botafogo |  |

#### Spareggio
| Florianópolis 11 dicembre 1968 | Metropol | X – X | Botafogo |  |

| Arbitro: | Marques |

|         |           |          |
| Rogério | Marcatori | Leocádio |

### Semifinali

#### Andata
| Belo Horizonte 23 agosto 1969 | Cruzeiro | 0 – 1 | Botafogo |  |

| Fortaleza 24 agosto 1969 | Fortaleza | 2 – 1 | Náutico |  |

#### Ritorno
| Rio de Janeiro 27 agosto 1969 | Botafogo | 1 – 1 | Cruzeiro |  |

| Recife 27 agosto 1969 | Náutico | 2 – 1 | Fortaleza |  |

#### Spareggio
| Recife 29 agosto 1969 | Náutico | 0 – 1 | Fortaleza |  |

### Finale

#### Andata
| Fortaleza 3 settembre 1969 | Fortaleza | 2 – 2 | Botafogo |  |

#### Ritorno
| Arbitro: | Portela Filho |

|                                                    |           |  |
| Roberto Miranda 7’ Ferretti 53’, 83’ Afonsinho 65’ | Marcatori |  |

## Verdetti
- Botafogo vincitore della Taça Brasil 1968.